# Rezervația naturală Mestecăniș
Mestecăniș este o rezervație naturală silvică în raionul Ocnița, Republica Moldova. Este amplasată în ocolul silvic Ocnița, Mestecăniș, parcela 9. Are o suprafață de 44 ha. Obiectul este administrat de Gospodăria Silvică de Stat Edineț.